# Michał Friedman
Michał Friedman, na świadectwie dojrzałości: Mojsze-Pinchos Fridman   (ur. 17 stycznia 1913 w Kowlu, zm. 24 maja 2006 w Warszawie ) – polski pedagog żydowskiego pochodzenia, oficer polityczny, działacz komunistyczny, członek PZPR, pułkownik LWP, tłumacz z języka hebrajskiego i jidysz.

## Życiorys
Urodził się i wychował w Kowlu w tradycyjnej, choć nie ortodoksyjnej rodzinie żydowskiej. Ojciec Aron Samuel był mistrzem ślusarskim, matka Sosze Henia (w dokumentach: Gienia), z domu Bokser – modystką. Miał dwie siostry: starszą Reginę (ur. 1911; po mężu Fryde) i młodszą Rywkę (ur. 1923). Rodzina mieszkała w wynajmowanym trzypokojowym mieszkaniu przy ul. Warszawskiej, w centrum Kowla. Ojciec zmarł kilka lat przed wybuchem II wojny światowej (ok. 1935 r.), matka i obie siostry zginęły w sierpniu 1942 roku w kowelskim getcie  .

### Edukacja
W 1930 roku ukończył hebrajskie gimnazjum Tarbutu w Kowlu. Od listopada 1930 roku studiował przez krótki czas na Politechnice w Grenoble (gdzie nie wymagano świadectwa dojrzałości). Maturę zdał w 1933 roku w kowelskim Gimnazjum Koedukacyjnym z polskim językiem nauczania Klary Erlich  . W roku 1938 ukończył Szkołę Dziennikarską przy Uniwersytecie Warszawskim, gdzie jego wykładowcą był m.in. Melchior Wańkowicz ; uczęszczał także do otwartego w 1928 roku w Warszawie Instytutu Nauk Judaistycznych, w którym jednym z jego profesorów był Majer Bałaban .

### Od II wojny światowej do 1967 roku
Po wybuchu II wojny światowej wrócił do Kowla, gdzie został wcielony do Armii Czerwonej (1941–1944); wtedy to, w roku 1941, zmienił imię. Od 1944 roku walczył w Armii Polskiej w ZSRR, dowodzonej przez Zygmunta Berlinga. Po zakończeniu wojny w stopniu pułkownika pracował w Głównym Zarządzie Politycznym Ludowego Wojska Polskiego (1945–1952), kierował wydawnictwem Ministerstwa Obrony Narodowej (1952–1963) i był wicedyrektorem Wojskowego Instytutu Medycyny Lotniczej (1963–1967) .
Był także wiceprezesem i dyrektorem ds. sportowych CWKS Legia Warszawa .

### Działalność przekładowa i dydaktyczna
Tłumaczeniami zajął się dopiero po usunięciu z PZPR, zwolnieniu z pracy i przeniesieniu na emeryturę w 1967 roku .

Szkoda, że nie zwolnili mnie wcześniej, bo wtedy wcześniej bym się wziął za tłumaczenia z jidysz.

Friedman przekładał najlepszych prozaików tworzących w jidysz: Szolema Alejchema, Szaloma Asza, Icyka Mangera, Isaaca Bashevisa Singera. Jego ostatnim tłumaczeniem był zbiór kilkuset Agad talmudycznych (2005). Przez wiele lat związany był z Teatrem Żydowskim w Warszawie, w którym uczył języka i historii Żydów. Wykształcił kilka pokoleń aktorów .
Był również konsultantem historycznym znanych filmów: Europa, Europa Agnieszki Holland i Austeria Jerzego Kawalerowicza .

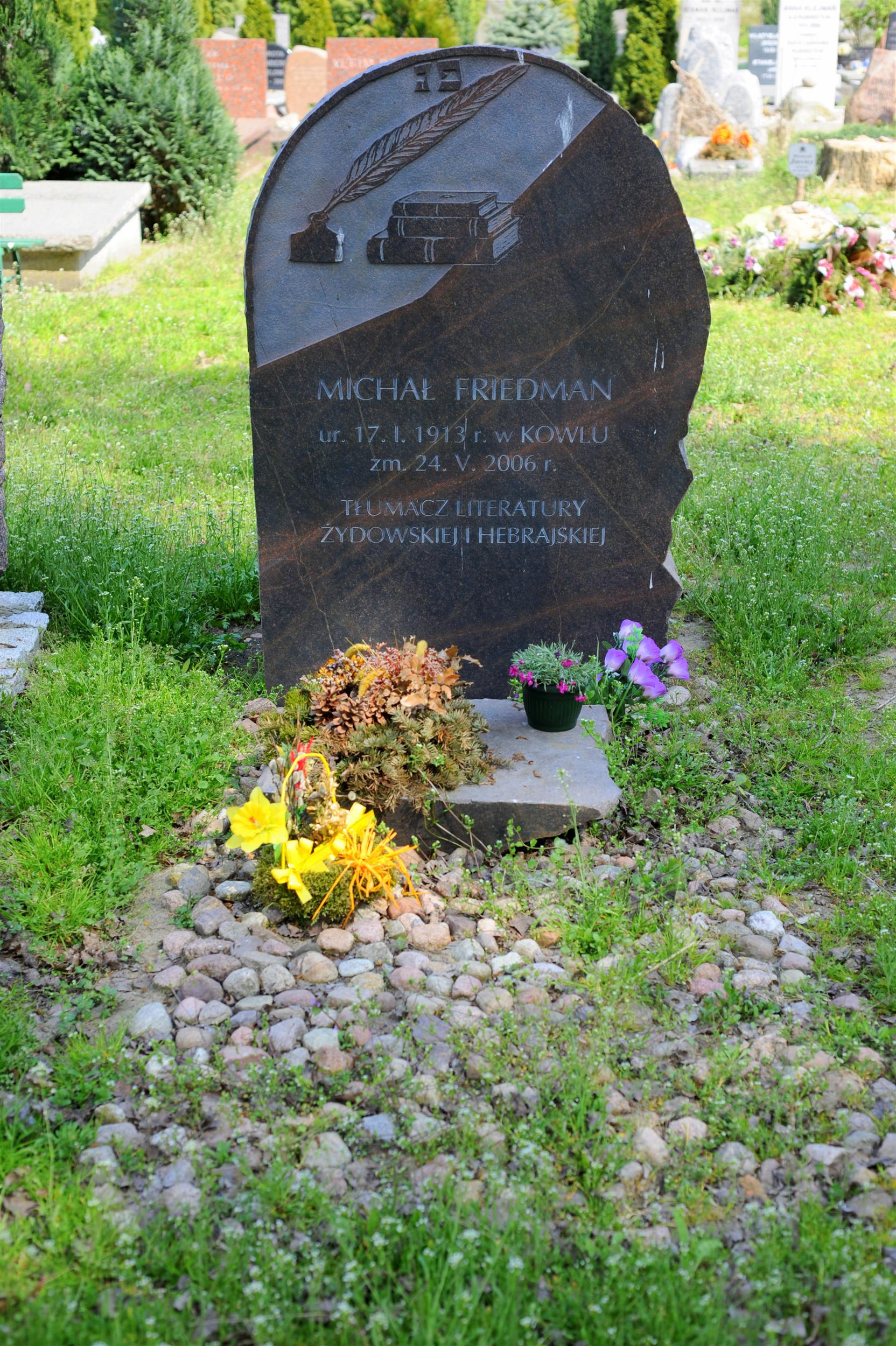
Grób Michała Friedmana

## Życie prywatne
Michał Friedman był mężem Teresy z domu Lichota (ur. 1923). Ich jedynym synem jest neurolog Andrzej Friedman (ur. 1951) .
Zmarł 24 maja 2006 roku  (taka data widnieje na nagrobku; we wspomnieniu pośmiertnym podano dzień 23 maja). Pochowany jest na cmentarzu żydowskim przy ulicy Okopowej w Warszawie (kwatera 2).

## Tłumaczenia literatury pięknej
Poniższa lista obejmuje tłumaczenia z języka hebrajskiego i jidysz, dokonane przez Michała Friedmana i opublikowane w formie książkowej (w kolejności chronologicznej pierwszego wydania; nazwiska autorów według wersji na stronach tytułowych).
1. Icyk Manger, Księga raju, czyli Prawdziwe żywota opisanie Szmula Aby Aberwo, Państwowy Instytut Wydawniczy, Warszawa 1988 (Polski Instytut Wydawniczy, Warszawa 2005)
2. Szołem Alejchem, Z jarmarku, Wydawnictwo Dolnośląskie, Wrocław 1989
3. Szalom Asz, Mąż z Nazaretu, Wydawnictwo Dolnośląskie, Wrocław 1990
4. Mendele Mojcher Sforim, Podróże Beniamina Trzeciego, Wydawnictwo Dolnośląskie, Wrocław 1990
5. Szołem Alejchem, Kasrylewka, Wydawnictwo Dolnośląskie, Wrocław 1991
6. Abraham Sutzkever, Zielone akwarium, Wydawnictwo Dolnośląskie, Wrocław 1992
7. Szalom Asz, Czarodziejka z Kastylii i inne opowiadania, Wydawnictwo Dolnośląskie, Wrocław 1993
8. Szmuel Josef Agnon, Od Buczacza do Jerozolimy. Opowiadania, Wydawnictwo Dolnośląskie, Wrocław 1995
9. Ze skarbnicy midraszy, Wydawnictwo Dolnośląskie, Wrocław 1995
10. Icchok Lejbusz Perec, Opowiadania chasydzkie i ludowe, Wydawnictwo Dolnośląskie, Wrocław 1997
11. Jehoszua Perle, Żydzi dnia powszedniego, Wydawnictwo Dolnośląskie, Wrocław 1998
12. Alter Kacyzne, Chore perły i inne opowiadania, Wydawnictwo Dolnośląskie, Wrocław 1999
13. Zusman Segałowicz, Tłomackie 13. Z unicestwionej przeszłości. Wspomnienia o Żydowskim Związku Literatów i Dziennikarzy w Polsce (1919–1939), Wydawnictwo Dolnośląskie, Wrocław 2001
14. Szymon Anski, Dybuk: Między dwoma światami. Legenda dramatyczna w 4 aktach, Teatr Rozmaitości, Warszawa [2003] (Agencja Dramatu i Teatru, Warszawa 2020)
15. Szalom Asz, Kidusz Ha-szem, Wydawnictwo Dolnośląskie, Wrocław 2003
16. Agady Talmudyczne, Wydawnictwo Dolnośląskie, Wrocław 2005

Michał Friedman był ponadto pomysłodawcą numeru 12 (161) „Literatury na Świecie” z grudnia 1984 roku, tłumaczem wszystkich zamieszczonych w nim tekstów żydowskich (s. 3–341) i autorem słowniczka wyrazów jidyszowych (s. 342–347) .
Jego przekłady i artykuły ukazywały się również w rozmaitych czasopismach, m.in. w „Midraszu” i „Słowie Żydowskim”  .

## Ordery i odznaczenia
- Krzyż Kawalerski Orderu Odrodzenia Polski (11 października 1946)[9]
- Złoty Krzyż Zasługi (30 lipca 1946)[10]

## Nagrody
- Nagroda literacka dla tłumaczy Stowarzyszenia Autorów ZAiKS-u (1991)[11]
- Nagroda polskiego PEN Clubu (1994)
- Nagroda Jana Karskiego i Poli Nireńskiej (1994)[3] [4].

## Upamiętnienie
W setną rocznicę urodzin 17 stycznia 2013 roku jego wnuk Marek Friedman powołał Fundację im. Michała Friedmana, której celem jest popularyzacja literatury żydowskiej w Polsce.